# Nuria Llimona
 Núria Llimona i Raymat (Barcelona, 17 de marzo de 1917-Ibidem, 12 de enero de 2011) fue una pintora española.

## Biografía
Hija de Joan Llimona y de María Raymat, y sobrina de José Llimona. Fue la penúltima de diez hermanos y, con su hermana Mercè, heredó la vocación artística del padre. Desde los doce años ya quería convertirse en una gran pintora, en contra del deseo de su madre, que quería un futuro más adecuado para una chica de la alta burguesía catalana.
Durante los años treinta estudió en la Escuela Oficial de Bellas Artes de Barcelona, que cerró durante los años de la guerra civil española por el peligro de ser bombardeada por su proximidad al mar. Tras la guerra retomó los estudios y obtuvo el título oficial que le permitió dar clases durante quince años en esta misma escuela, situada entonces al final de la Vía Layetana.
Es una reconocida paisajista que huyó de las vanguardias y se especializó en pintar el paisaje urbano de Barcelona. Cultivó la naturaleza muerta, la figura y, especialmente, el paisaje, dentro de un estilo naif constructivo y postimpresionista.
Fue presidenta del 9.º y 10.º Salón Femenino del Arte Actual. Expuso individualmente, por primera vez en la galería Sira, en la Sala Nonell y en la Sala Parés, y en diferentes colectivos, y obtuvo varios premios. Su obra está expuesta en los museos de arte moderno de Barcelona y de Madrid.
También ha escrito Las brujas (1995) y El crit del silenci (1996), una colección de dibujos en blanco y negro hechos entre 1974 y 1995 que constituyen una crítica social y que van acompañados de textos de escritores como Josep Maria Ainaud de Lasarte, Carmen Alcalde, Federico García Lorca o el político Manuel Azaña.
En 2000 recibió la Cruz de Sant Jordi y en 2006 la Medalla de Honor de Barcelona. Falleció el 12 de enero de 2011.